# Трунев, Пётр Тивуртиевич
Пётр Тивуртиевич Трунев (1862, Верхнеудинск — 1931, там же) — купец, городской голова Верхнеудинска, исследователь жизни декабристов в Сибири.

## Биография
Родился в семье Верхнеудинских купцов Труневых. С 1887 года по 1896 год был членом верхнеудинского сиротского суда, с 1889 года по 1895 год был членом верхнеудинской городской управы, с 1 сентября 1890 года — член попечительского совета в женской прогимназии, с 1892 года — гласный верхнеудинской городской думы, с 1893 года купец второй гильдии, торговал железными изделиями, с 30 июля 1899 года по 12 апреля 1901 года городской голова Верхнеудинска, председатель верхнеудинского сиротского суда, и директор верхнеудинского отделения попечительного о тюрьмах комитета, с 24 ноября 1899 года — почетный блюститель верхнеудинского городского 3-го приходского училища на три года и с 1 июля 1900 года — мировой судья округа Читинского окружного суда на три года, управлял городской библиотекой, в 1900 году был агентом Русско-Китайского Банка.
Будучи городским головой, он пожертвовал для освящения города 60 фонарей и фонарных столбов. От должности городского головы отказался по собственному желанию.
В 1891 году начал печатать материалы о нахождении декабристов в Сибири в сборнике «Русская Старина» и «Историческом Вестнике» (статья «Декабристы в Нерчинских рудниках»).
В 1908 году стал директором отделения Русско-Китайского Банка.
В 1919 году передал «Обществу Изучения Прибайкалья» стенные часы работы Н. А. Бестужева и другие материалы, ставшие одними из первых экспонатов Музея истории Бурятии. В мае 1919 года умерла дочь Трунева — Калиса (1901—1919) — автор статьи «Из жизни и деятельности декабристов в Прибайкалье» (Жизнь Бурятии, 1924 год).
В ноябре 1925 года Трунев был лишён избирательных прав, в феврале 1930 года имущество Труневых было национализировано. Жил по адресу ул. Центросоюзная 21 (теперь ул. им. Н. А. Каландаришвилли). Занимался коневодством, держал племенных жеребцов.
В 1931 году Пётр Тивуртиевич был арестован. В начале он содержался в ГПУ, затем был переведён в верхнеудинскую тюрьму. Умер от тифа. Жена — Зинаида Александровна (в девичестве Сергеева) умерла в тюрьме в 1932 году.

## Публицист
Статьи Трунева о пребывании декабристов в Сибири и другие материалы печатались в изданиях: «Русская Старина» (1891 год), «Исторический Вестник» (1897 год), газеты «Прибайкальская жизнь» (Верхнеудинск, 1919 год), «Байкал» (Кяхта, 1903 год), «Забайкалье» (Чита 1902 и 1903 год) и «Забайкальская новь» (Чита, 1914 год), «Бурят-Монгольская правда» (Верхнеудинск 1924 и 1930 год).